# Adolphe Guillaumat
Marie Louis Adolphe Guillaumat (ur. 4 stycznia 1863 w Bourgneuf, zm. 18 maja 1940 w Nantes) – francuski wojskowy, weteran I wojny światowej.
Był synem kapitana piechoty Louisa Guillaumata i Marie-Noémie Fleury.